# Mimosa neuroloma
Mimosa neuroloma är en ärtväxtart som beskrevs av George Bentham. Mimosa neuroloma ingår i släktet mimosor, och familjen ärtväxter. Inga underarter finns listade i Catalogue of Life.